# 전우택
전우택(1961년 ~ )은 한반도 통일과 사회통합을 연구하는 서울 세브란스병원 정신과 교수이다.

## 학력
- 1979~1985 연세대학교 의학사
- 1985~1988 연세대학교 의학석사
- 1988~1994 연세대학교 의학박사

## 경력
- 1996.3~현재 연세대학교 의과대학 정신과학교실 조교수/부교수/교수(사회정신의학)
- 2005.3~현재 연세대학교 의과대학 의학교육학교실 교수/정신과학교실, 인문사회의학교실 겸무교수
- 1997.7~1998.6 Harvard Medical School, Department of Social Medicine, Research Fellow
- 1998.7~1999.6 Harvard University, Harvard Program for Rufugee Trauma, Research Fellow
- 2005.3~2017.8 연세대학교 의과대학 의학교육학과장
- 2008.9~2010.8 연세대학교 의과대학 학생부학장
- 2010.9~2014.8 연세대학교 의과대학 교무부학장
- 1999.10~2001.10 대한신경정신의학회 총무이사
- 2007.1~2010.12 한국의학교육학회 이사
- 2020.11~2022.12 통일부 정책자문위원
- 2009.4~2012.3 대한의학회 이사
- 2011.1~2014.12 한국누가회 회장/이사장
- 2013.1~2017.2 한반도평화연구원 원장
- 2014.3~2020.2 연세의료원 통일보건의료센터 소장
- 2018.9~2020.8 연세대학교 의료원 제중원보건개발원 원장
- 2014.7~2017.3 대통령 직속 통일준비위원회 민간위원
- 2015.3~ 국무총리실 산하 광복 70주년 기념사업 추진위원회 민간위원
- 2013년 동아일보 10년 뒤 한국을 빛 낼 100인 선정
- 2016.2~2019.2 한국자살예방협회 이사장
- 2018.9~2020.8 한국의학교육학회 부회장
- 2020.9~2022.8 한국의학교육학회 회장
- 2021.8~현재 연세대학교 의과대학 연세동곡의학교육원 원장
- 2023.3~현재 통일부 통일미래기획위원회 위원

## 대표저서
- 통일에 대한 기독교적 성찰
- 인문사회의학
- 의학적 상상력의 힘 ISBN 9788950924584
- 통일 실험, 그 7년 ISBN 9788946052642
- 사람의 통일, 땅의 통일 ISBN 9788971417836
- 웰컴투코리아 북조선 사람들의 남한살이
- 의료선교학 ISBN 9788971416686
- 사람의 통일을 위하여-남북한 사람들의 통합을 위한 사회정신의학적 고찰 ISBN 9788977781160
- 사회의학 연구방법론 ISBN 8971414820
- 평화에 대한 기독교적 성찰 ISBN 9788936511845
- 의학교육의 미래